# Korlaće
Korlaće (Servisch cyrillisch Корлаће) is een plaats in de Servische gemeente  Raška. De plaats telt 529 inwoners (2002).